# Polonia Mică

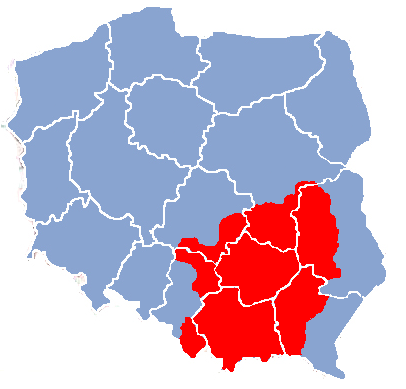
Regiunea istorică Polonia Mică (cu roşu) suprapusă peste harta voievodatelor Poloniei contemporane

Polonia Mică sau Mica Polonie (în poloneză Małopolska, în latină Polonia Minor) este o regiune istorică a Poloniei, care se întinde în zona de sud-est a țării. A nu se confunda cu regiunea administrativă din zilele noastre, Voievodatul Polonia Mică, care corespunde doar unei regiuni mai mici a Poloniei Mici. 
Capitala tradițională este Cracovia. Fluviul Vistula formează o axă a regiunii.
Polonia Mică istorică este mult mai mare decât Voievodatul actual care îi poartă numele. Se întinde de la Częstochowa, din vest spre nord-est a Lublin în partea de est.  În Evul Mediu târziu, Polonia Mică a devenit treptat centrul statalității poloneze,  cu Cracovia fiind capitala țării de la mijlocul secolului al XI-lea până în 1596. Nobilimea sa a condus Polonia atunci când regina Jadwiga era prea tânără pentru a comanda statul, iar Uniunea din Krewo cu Marele Ducat al Lituaniei fost ideea șleahtei din Polonia Mică. 

## Geografie
Polonia Mică se întinde între Munții Carpați la sud și râurile Pilica și Liwiec la nord. Teritoriul Poloniei Mici se întinde în principal în regiunea de podiș a Platoului Malopolon. În fapt, voievodatul Polonia Mică, care a primit numele său după această regiune, este mult mai mic decât teritoriul istoric și acoperă doar partea de sud-vest a regiunii istorice.
Polonia Mică se învecinează la vest cu Silezia și Polonia Mare, la nord cu Mazovia, la est cu Rutenia Roșie (a cărei marea parte apartine Ucrainei) și la sud cu Slovacia. Frontiere istorice nu corespund cu frontiere actuale ale voievodatelor.
Polonia Mică se întinde pe teritoriul a șapte voievodate: Voievodatul Polonia Mică (în întregime), voievodatul Sfintei Cruci (în întregime), voievodatul Silezia (aproape o jumătate), voievodatul Łódź (partea de sud-est), voievodatul Mazovia (partea de sud), voievodatul Podcarpatiei (partea de est) și voievodatul Lublin (partea de est).

## Orașele regiunii istorice care se află pe teritoriul diferitelor voievodate
| Lp. | Oraș                    | Populație | Arie (km²) | Voievodat            |
| --- | ----------------------- | --------- | ---------- | -------------------- |
| 2.  | Cracovia                | 756 441   | 326,80     | Polonia Mică         |
| 9.  | Lublin                  | 351 345   | 147,45     | Lublin               |
| 13. | Częstochowa             | 241 449   | 159,71     | Silezia              |
| 14. | Radom                   | 224 501   | 111,80     | Mazovia              |
| 15. | Sosnowiec               | 221 775   | 91,06      | Silezia              |
| 17. | Kielce                  | 205 655   | 109,65     | Voiev. Sfintei Cruci |
| 22. | Bielsko-Biała           | 175 476   | 124,51     | Silezia              |
| 27. | Dąbrowa Górnicza        | 128 560   | 188,73     | Silezia              |
| 35. | Tarnów                  | 115 769   | 72,38      | Polonia Mică         |
| 42. | Jaworzno                | 95 383    | 152,67     | Silezia              |
| 45. | Nowy Sącz               | 84 492    | 57,58      | Polonia Mică         |
| 48. | Siedlce                 | 77 102    | 32,00      | Mazovia              |
| 53. | Ostrowiec Świętokrzyski | 72 888    | 46,43      | Voiev. Sfintei Cruci |
| 66. | Stalowa Wola            | 64 753    | 82,52      | Subcarpatia          |
| 71. | Mielec                  | 60 979    | 46,89      | Subcarpatia          |
| 76. | Będzin                  | 58 559    | 37,37      | Silezia              |
| 84. | Starachowice            | 52 430    | 31,82      | Voiev. Sfintei Cruci |
| 85. | Zawiercie               | 52 290    | 85,25      | Silezia              |
| 87. | Tarnobrzeg              | 49 753    | 85,39      | Subcarpatia          |
| 88. | Puławy                  | 49 223    | 50,49      | Lublin               |
| 92. | Skarżysko-Kamienna      | 48 308    | 64,39      | Voiev. Sfintei Cruci |
| 97. | Dębica                  | 46 693    | 34,02      | Subcarpatia          |